# Великий Глибочок (гміна)
Гміна Великий Глибочок (пол. Gmina Hłuboczek Wielki) — сільська гміна у Тернопільському повіті Тернопільського воєводства Другої Речі Посполитої. Адміністративним центром гміни було село Великий Глибочок.
Гміна утворена 1 серпня 1934 року в рамках нового закону про самоврядування (23 березня 1933 року).
Площа гміни — 77,99 км²
Кількість житлових будинків — 1399
Кількість мешканців — 6960
Гміну створено на основі давніших сільських гмін: Біла, Чистилів, Великий Глибочок, Плотича, Пронятин.
Розпорядженням міністра внутрішніх справ 11 квітня 1937 р. з ґміни Великий Глибочок вилучено поселення Новий Світ і включене до громади міста Тернополя.